# Stanislav Dolejšek
Stanislav Dolejšek (21. srpna 1909 Nákří – ???) byl český a československý politik Komunistické strany Československa a poúnorový poslanec Národního shromáždění ČSR.

## Biografie
Absolvoval Jirsíkovo gymnázium v Českých Budějovicích.
Ve volbách roku 1948 byl zvolen do Národního shromáždění za KSČ ve volebním kraji Ostrava. V parlamentu zasedal do dubna 1950, kdy rezignoval a nahradil ho Adolf Žinčík.